# Bioceánico

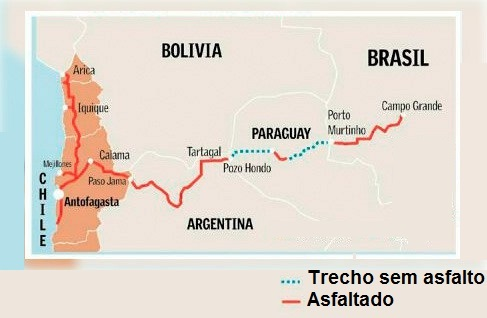
Route biocéanique entre le Brésil, le Paraguay, l'Argentine et le Chili, tracé de l'autoroute décidé en 2017

Bioceánico (Corredor Bioceânico, Corredor Ferroviario Bioceánico Central) est un projet (2013) de liaison ferroviaire (Ferrovia Bioceânica, Ferrovía Transcontinental Brasil-Perú, EF-354) de marchandise et de personne qui relierait l'océan Atlantique à l'océan Pacifique au travers du Brésil, du Pérou et de la Bolivie, via Cruzeiro do Sul (Acre). La longueur du trajet serait de 3700 kilomètres et relierait le port de Santos au Brésil à celui de Ilo au Pérou.
La traversée de part en part de l'Amérique du Sud, implique de franchir la Cordillère des Andes. Selon le directeur général Bolivie du groupe Ghenova, responsable des études d’ingénierie, il s'agit d'un défi technique majeur car "en plus d’être topographiquement très compliquée, cette zone est particulièrement instable d’un point de vue sismique".
Ce projet a été dénommé par l'ancien président Bolivien, Evo Morales, de "Canal de Panama du XXIe siècle" en 2017. Il est particulièrement stratégique pour la Bolivie car le pays ne dispose pas d'accès direct à la mer. Cela lui permettrait notamment de transporter plus facilement ses produits d'exportation vers le Pacifique et l'Asie. Le réseau ferroviaire Bolivien est aujourd'hui séparé en deux parties, une portion à l'Est du pays et une autre à l'Ouest. Le Bioceánico permettrait ainsi d'unifier le réseau en traversant la Cordillère des Andes. En outre, cela offrirait la possibilité aux voyageurs de rejoindre les trois villes principales du pays : La Paz, Sucre et Cochabamba.
Le projet a connu un coup d'arrêt après le coup d'Etat de 2019 contre Evo Morales. Les relations diplomatiques entre le Pérou, la Bolivie et le Brésil ont ensuite retardé la reprise du projet, du fait de divergences politiques entre les présidents péruviens et boliviens et le président brésilien entre 2019 et 2023 Jair Bolsonaro. Fin 2024, la réélection de Luiz Inacio Lula da Silva à la tête du Brésil a permis de relancer le projet, lors d'une rencontre avec son homologue bolivien Luis Arce. Cette relance du projet est aussi confirmé par Xi Jinping.
En plus d'être financé par les trois pays traversés, le projet Bioceánico fait également l'objet d'un investissement de la Chine dans le cadre des Nouvelles Routes de la Soie.